# Малый Строченовский переулок
Ма́лый Строчено́вский переу́лок — улица в центре Москвы в Замоскворечье между Дубининской улицей и улицей Щипок.

## История
Название Большого и Малого Строченовских переулков известно с XIX века. Предполагают, что оно дано по фамилии одного из домовладельцев, на что указывает ранее употреблявшиеся формы — Большой Строченов переулок и Строченов переулок (сейчас Малый).

## Описание
Малый Строченовский переулок проходит с востока на запад. Начинается от Дубининской улицы, пересекает Большую Пионерскую и заканчивается на небольшой площади, на которую также выходят Большой Строченовский и улица Щипок.

## Здания и сооружения
По нечётной стороне:
По чётной стороне:

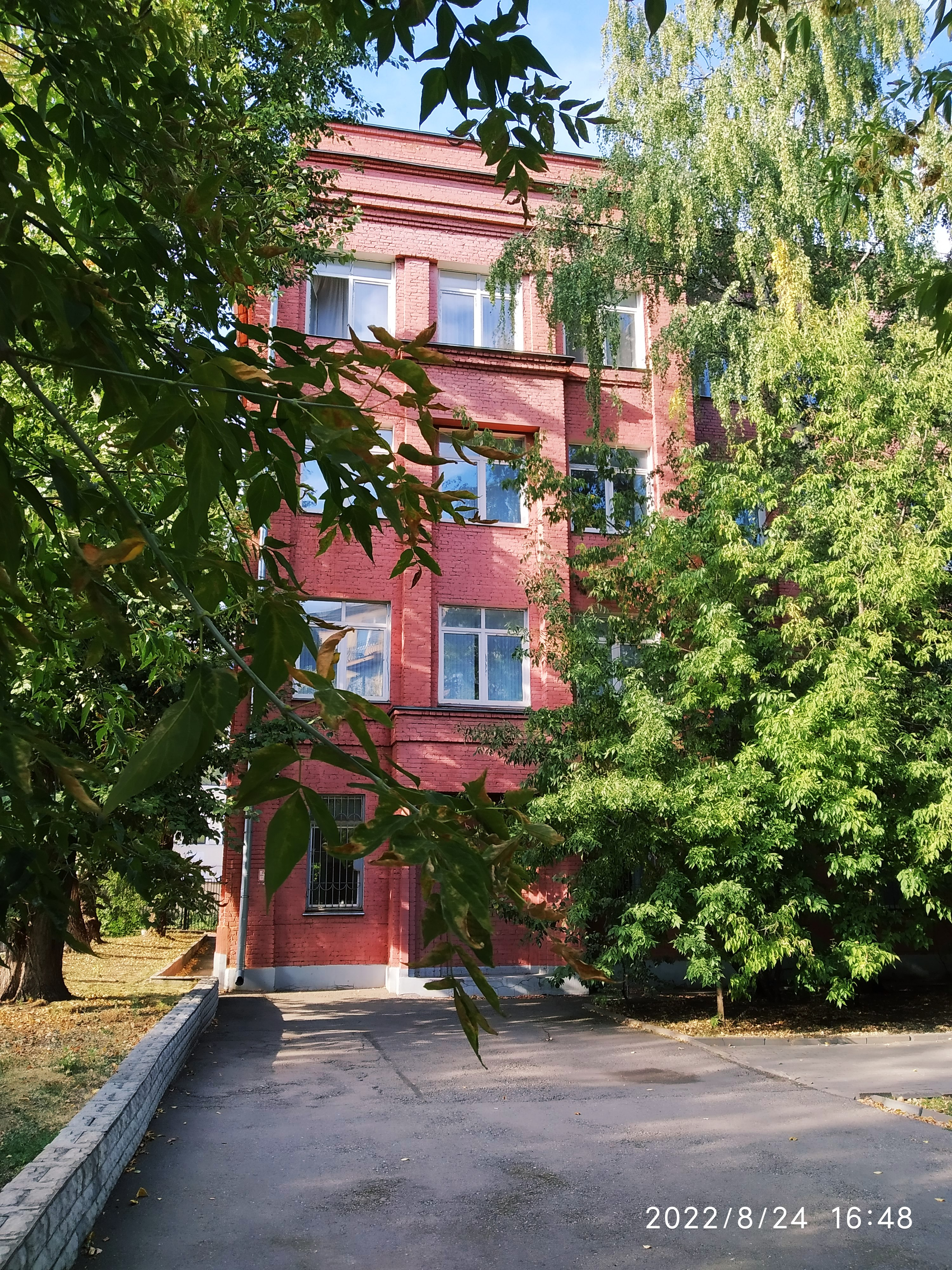
ДМШ им. Стасова с первым в стране джазовым отделением

- № 14 — Детская музыкальная школа № 36 им. В. В. Стасова.